# Еппель Веніамін Леонардович
Веніамін Леонардович Е́ппель (нар. 22 квітня 1970 — пом. 18 лютого 2013, Київ) — український інженер, літературознавець. Збирав нові матеріали до «Словника українських псевдонімів». Довгий час працював у Київському національному університеті будівництва та архітектури. Був учасником багатьох літературних фестивалей, зустрічей, презентацій. Вів хроніку літературного життя — фотографії викладав у блогах та онлайн-альбомах .
Книжкову колекцію та архів дослідника за рішенням родини передано до Наукової бібліотеки НаУКМА.

## Публікації
- Еппель, Веніамін. Нові матеріали до словника українських псевдонімів / Київ. нац. ун-т буд-ва і архітектури. — К., 1999. — 116 с. ISBN 5-7707-8585-3.
- Еппель, Веніямін. З нових матеріялів до словника українських псевдонімів // Відкритий архів: Щорічник матеріялів та досліджень з історії модерної української культури / Редактор-упорядник Степан Захаркін. — К.: Критика, 2004. — Т. 1. — С.417-449. ISBN 966-7679-57-8.
- Еппель, Веніамін. З матеріалів до словника українських псевдонімів // Молода нація: Альманах. — К.: Смолоскип, 2008. — № 1 (46). — С. 81-105. ISBN 966-7332-13-6.